# Комітет з охорони та збереження історично-культурних, архітектурних і археологічних пам'ятників УРСР
Комітет з охорони та збереження історично-культурних, архітектурних і археологічних пам'ятників УРСР — державний орган при Раді народних комісарів Української радянської соціалістичної республіки, що діяв із метою координації діяльності установ та відомств із збереження історико-культурної спадщини УРСР, контролю за дотриманням пам'яткоохоронного законодавства, організації поточної роботи із обліку, реєстрації, вивчення, ремонту та реставрації пам'яток.

## Історія
Комітет було створено 31 серпня 1940 р. при Раднаркомі УРСР. До його складу входили:
- М. Бажан;
- О. Богомолець;
- М. Бурачек;
- С. Бухало;
- Г. Головко;
- О. Довженко;
- В. Компанієць;
- Ф. Кричевський;
- П. Козицький;
- Ф. Колесса;
- А. Кримський;
- Л. Славін;
- І. Моргілевський;
- П. Панч (голова);
- М. Петровський;
- П. Тичина;
- Ю. Яновський.

На місцях діяли відповідні комітети при виконкомах обласних рад депутатів трудящих та комітет у м. Київ (голова — Г. Юра).
У січні 1941 р. комітет було передано в підпорядкування Наркомосу УРСР. Під час Німецько-радянської війни припинив своє існування.